# Palaquium hispidum
Palaquium hispidum är en tvåhjärtbladig växtart som beskrevs av Herman Johannes Lam. Palaquium hispidum ingår i släktet Palaquium och familjen Sapotaceae. Inga underarter finns listade i Catalogue of Life.